# Renard platine
Le renard platine est une variété de Renard roux (Vulpes vulpes) caractérisée par une robe globalement grise avec le visage, le ventre et les extrémités blanches (au niveau de la queue et des pattes). Ce phénotype est commun dans les fermes d'élevage de renards,,.

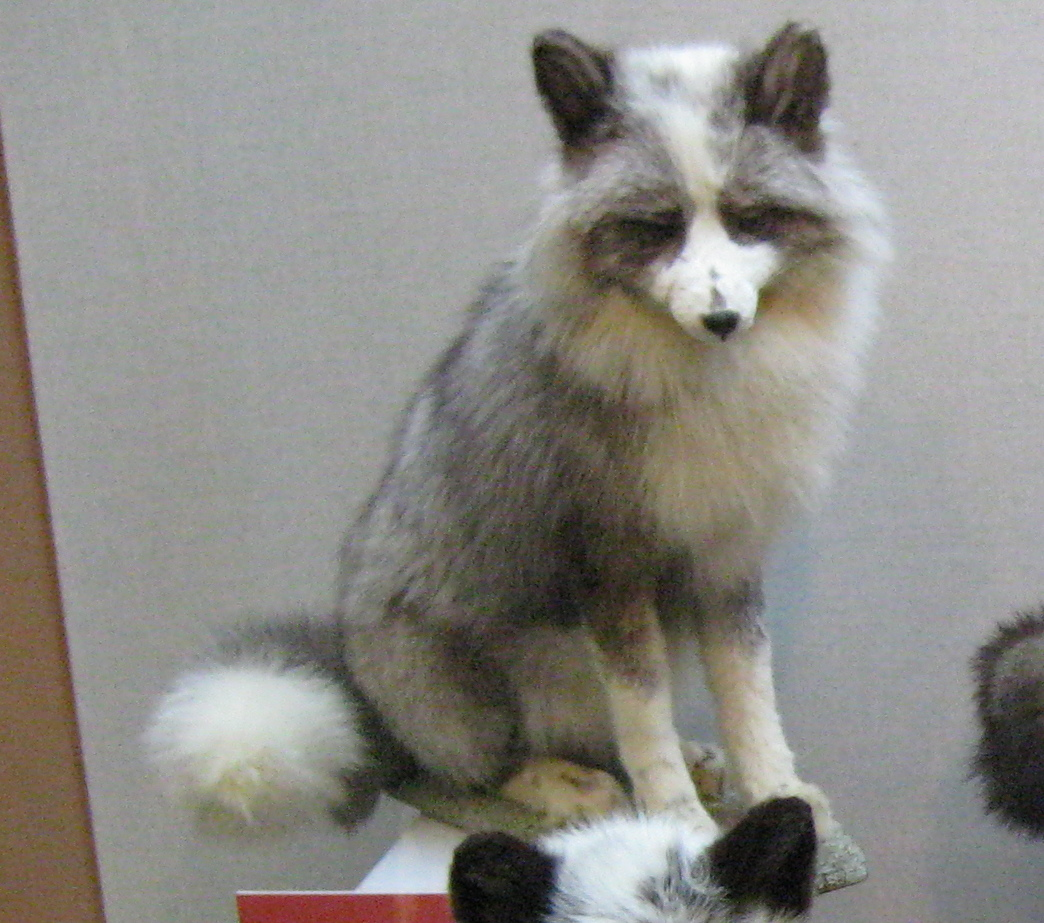
Un renard platine taxidermisé au musée Darwin, en Russie.
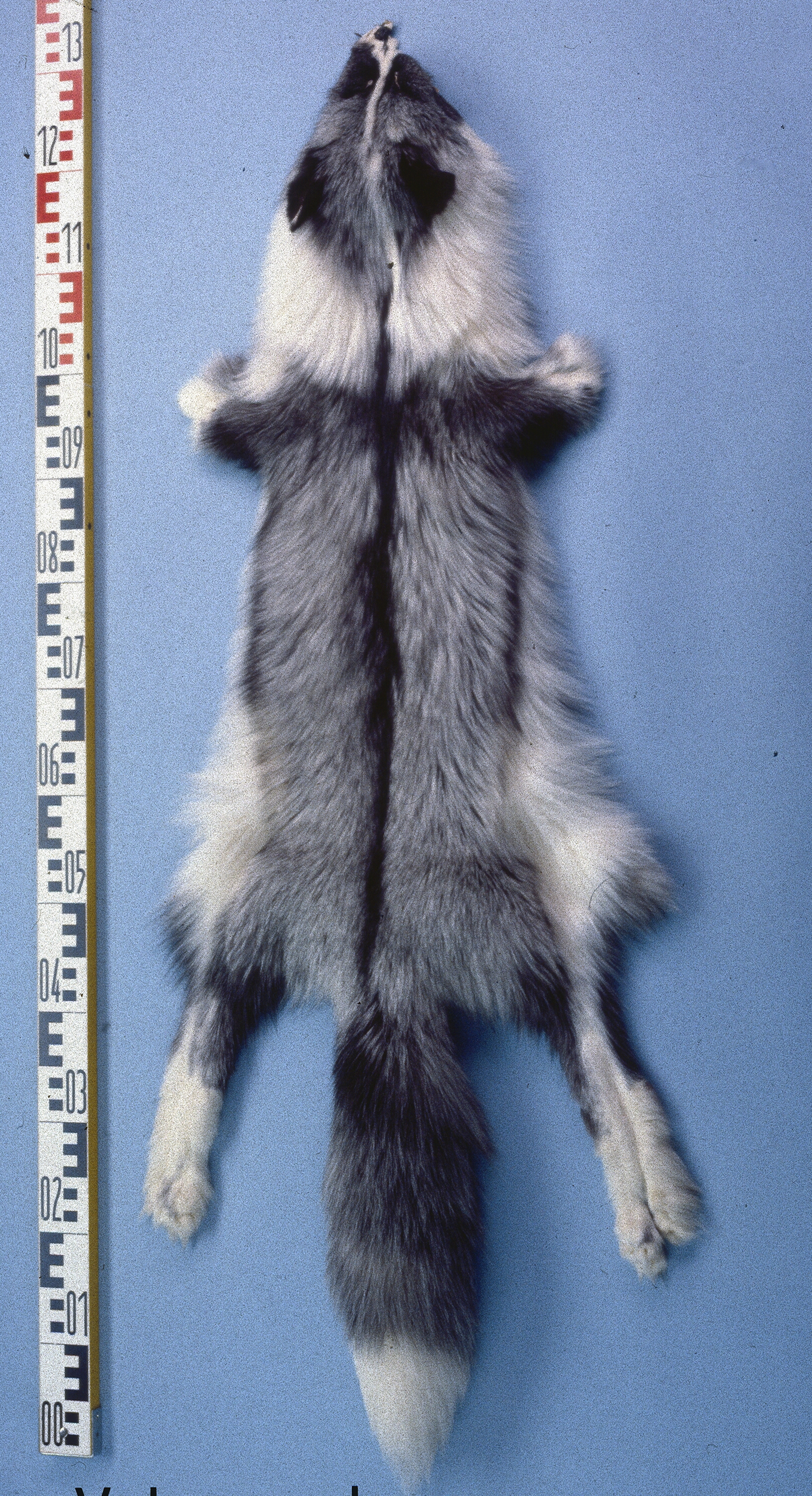
Fourrure de renard platine au muséum Senckenberg, en Allemagne.